# Wynurt
Wynurt (Ceruchus) – rodzaj chrząszczy z rodziny jelonkowatych i podrodziny Syndesinae.
Chrząszcze średnich rozmiarów. Ciała mają wydłużone, lekko wysklepione i nieco spłaszczone. Głowę cechują oczy nie wykrojone przez wypustkę policzka (canthus) oraz czułki zwieńczone trójczłonowymi buławkami. Zarówno u samców jak i u samic żuwaczki są mocno wysunięte do przodu.
Przedstawiciele rodzaju zamieszkują Amerykę Północną, Azję i Europę. Jedynym gatunkiem występującym w Europie, w tym w Polsce jest wynurt lśniący. Jest on także jedynym gatunkiem rodzaju umieszczonym w Czerwonej księdze gatunków zagrożonych Międzynarodowej Unii Ochrony Przyrody.
Rodzaj ten wprowadzony został w 1819 roku przez Williama Sharpa Macleay’a. Należą do niego następujące gatunki:
- Ceruchus atavus
- Ceruchus chrysomelinus – wynurt lśniący
- Ceruchus chuduraziensis
- Ceruchus deuvei
- †Ceruchus fuchsii
- Ceruchus ganyanae
- Ceruchus katerinae
- Ceruchus lignarius
- Ceruchus luojishanensis
- Ceruchus minor
- Ceruchus niger
- Ceruchus piceus
- Ceruchus punctatus
- Ceruchus reginae
- Ceruchus sinensis
- Ceruchus striatus
- Ceruchus tabanai
- Ceruchus yangi
- Ceruchus yingqii